# Ljubotić
Ljubotić – wieś w Chorwacji, w żupanii szybenicko-knińskiej, w gminie Promina. W 2011 roku liczyła 35 mieszkańców.